# Nelson Ritsema

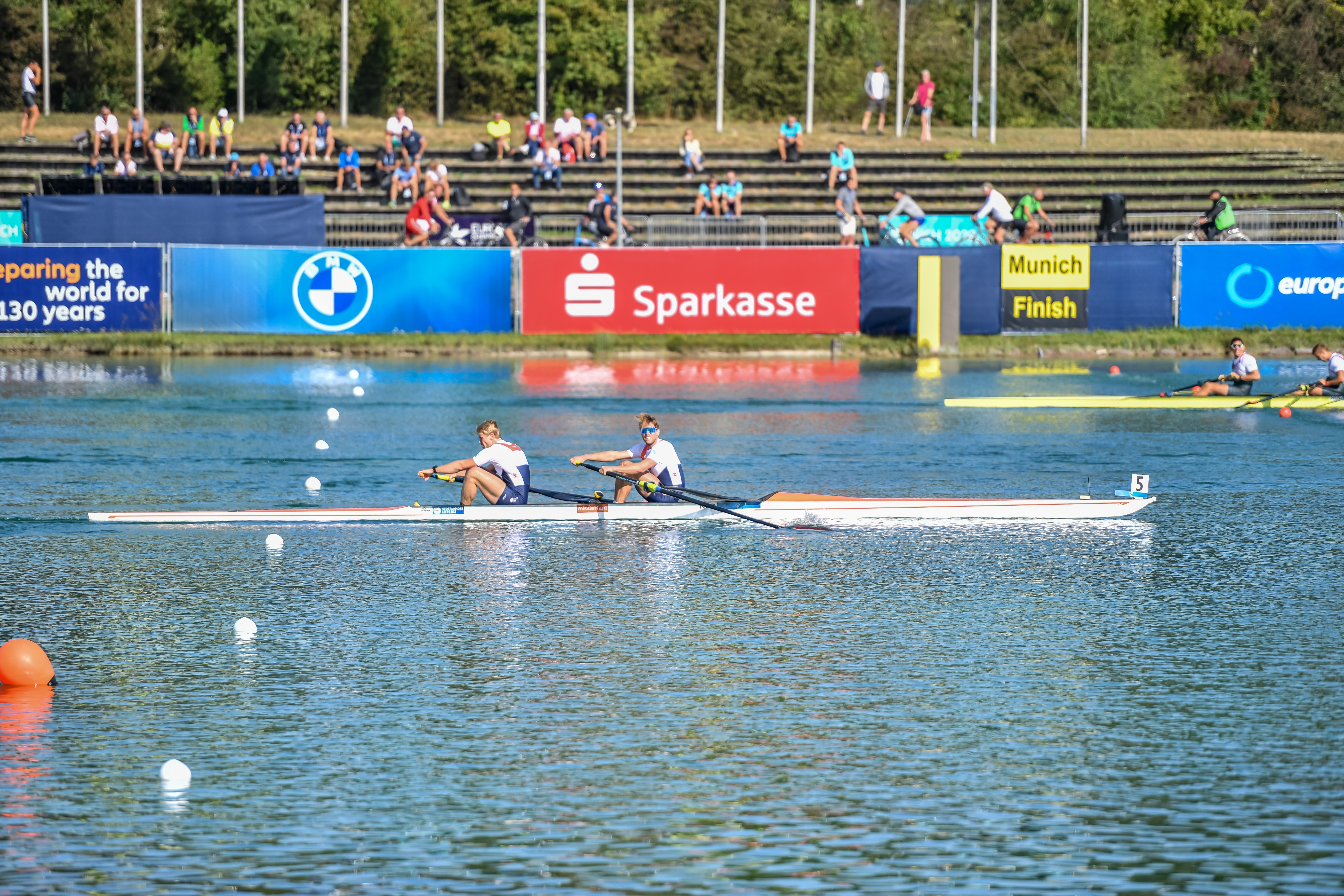
Nelson Ritsema (links) und Björn van den Ende erreichen die Ziellinie im Zweier ohne Steuermann bei den Europameisterschaften 2022 in München.

Nelson Ritsema (* 17. August 1994 in Amsterdam) ist ein niederländischer Ruderer. Er gewann bis 2023 eine Goldmedaille und eine Silbermedaille bei Europameisterschaften.

## Sportliche Karriere
Der 1,90 Meter große Nelson Ritsema begann bei De Hoop und wechselte später zur A.S.R. Nereus. Ritsema gewann bei den U23-Weltmeisterschaften 2016 die Goldmedaille im Achter. 2017 debütierte Ritsema im Ruder-Weltcup. Bei den Europameisterschaften 2019 belegte er mit dem Vierer ohne Steuermann den zwölften Platz. Bis zu den Weltmeisterschaften in Ottensheim drei Monate später war der Vierer durch die Hereinnahme von Boudewijn Röell deutlich stärker geworden und erreichte den siebten Platz.
Wegen der COVID-19-Pandemie fanden die Europameisterschaften 2020 erst im Oktober in Posen statt. Jan van der Bij, Boudewijn Röell, Sander de Graaf und Nelson Ritsema gewannen den Titel im Vierer ohne Steuermann mit über zwei Sekunden Vorsprung vor den Italienern. Bereits im April 2021 folgten die Europameisterschaften in Varese. Der niederländische Vierer trat in der gleichen Besetzung wie im Vorjahr an. Hinter Briten, Rumänen und Italienern überquerten die Niederländer die Ziellinie als Vierte mit 0,72 Sekunden Rückstand auf die Drittplatzierten. Bei den erst 2021 ausgetragenen Olympischen Spielen in Tokio traten zehn Boote im Vierer-Wettbewerb an. Nach einem dritten Platz im Vorlauf erreichten die vier Niederländer mit einem zweiten Platz im Hoffnungslauf das A-Finale und wurden dann Sechste.
Bei den Europameisterschaften 2022 in München trat Ritsema mit Björn van den Ende im Zweier ohne Steuermann an, die beiden belegten den zehnten Rang. Einen Monat später wurden die beiden 16. bei den Weltmeisterschaften in Račice u Štětí. 2023 bei den Europameisterschaften in Bled bildeten Guus Mollee, Nelson Ritsema, Olav Molenaar und Gert-Jan van Doorn den Vierer ohne Steuermann. Mit drei Sekunden Rückstand auf den britischen Vierer gewannen die Niederländer die Silbermedaille. Drei Monate später bei den Weltmeisterschaften in Belgrad ruderten Abe Wiersma und Nelson Ritsema im Zweier ohne Steuermann. Als Sieger des D-Finales belegten sie in der Gesamtwertung den 19. Platz. 2024 wechselte Ritsema zurück in den Vierer. Guus Mollee, Nelson Ritsema, Eli Brouwer und Rik Rienks erreichten bei den Olympischen Spielen in Paris nur das B-Finale und wurden Siebte in der Gesamtwertung.